# 東方亞述教會牧首列表
東方教會的宗主教，或稱作巴比倫的宗主教和東方的宗主教，是東方亞述教會的領袖和首席主教，過去奠基在伊拉克摩蘇爾，現今奠基於埃爾比勒。因為東方亞述教會的首席主教也稱作「卡多利柯斯」（Catholicos），東方教會的宗主教亦被稱作「卡多利柯斯宗主教」（Catholicos-Patriarch）。

## 東方教會的宗主教
- 1 聖多馬 （約33年-約77年）
  - 聖巴多羅買 （約33年）
  - （聖亞戴）
- 2 聖亞佳 （約66年-約87年）
- 3 聖馬理（約87年-約120年）
- 4 亞庇里 （約121年-約137年）
  - 出缺 （約137年-約159年）
- 5 亞伯拉罕一世（約159年-約171年）
- 6 雅各一世 （約172年-約190年）
- 7 Ahha （約190年-約220年）
- 8 Shahioupa （約220年-約240年）
  - 出缺 （約240年-約317年）
- 9 Papa bar Aggai （約317-約329年）
- 10 西門·巴·Sabba'e （約329年-約341年）
- 11 Shalidoste （約341年-約345年）
- 12 Shemʿon bar Sabbaʿe  （約345年-約350年）
  - 出缺 （約350年-約363年）
- 13 Toumarsa （約363年-約371年）
- 14 Qaioma （約371年-399年）
- 15 以撒 （399年-約410年）
- 16 Ahha （約410年-415年）
- 17 雅巴拉哈一世 （415年-420年）
- 18 Maana （420年）
- 19 Frabokht （420年-421年）
- 20 Dadisho一世 （421年-456年）

431年的以弗所公會議的判決是不被東方亞述教會所認可的，導致教會和五大牧首區之間的分裂。
- 21 Babwahi （457年-484年）
- 22 Aqaq-Acace （484年-496年）
- 23 巴拜一世 （497年-503年）
- 24 席拉 （503年-約520年）
- 25 納爾賽·以利沙 （約520年-約535年）
- 26 保羅一世 （約535年-約540年）
- 27 Aba I （約540年-552年）
- 28 約瑟一世 （552年-566年）
- 29 以西結 （566年-581年）
- 30 Ishoʿyahb I （581年-596年）
- 31 Sabrisho I （596年-604年）
- 32 Gregory  （604年-607年）
  - 出缺 （607年-628年）
    - 大巴拜 （助理主教） 609年-628年；同工...
    - Aba (助理主教) （助理主教） 609年-628年
- 33 Ishoʿyahb II  （628年-644年）
- 34 埃米 （644年-647年）
  - 出缺 （647年-649年）
- 35 Ishoʿyahb III （649年-660年）
- 36 喬治一世 （661年-680年）
- 37 約翰一世.巴·瑪塔 （680年-682年）
  - 出缺 （682年-685年）
- 38 Hnanishoʿ I （685年-700年）
  - 出缺 （700年-714年）
- 39 斯里瓦·Zkha （714年-728年）
  - 出缺 （728年-731年）
- 40 Pethion （731年-740年）
- 41 Aba II  （741年-751年）
- 42 Sorine （752年）
  - 出缺 （752年-754年）
- 43 雅各二世 （754年-773年）
- 44 哈南宁恕二世 （774年-780年）
- 45 提摩太一世 （780年-約825年）
- 46 Ishoʿ Bar Nun （約825年-828年）
- 47 喬治二世 （828年-832年）
- 48 Sabrisho二世 （832年-836年）
- 49 亞伯拉罕二世 （837年-850年）
  - 出缺 （850年-853年）

（隨著Theodossious，宗主教搬遷到巴格達。）
- 50 Theodossious一世 （853年-858年）
  - 出缺 （853年-860年）
- 51 Sarguis一世 （860-872）
  - 出缺 （872-877）
- 52 以色列一世 （877年）
- 53 Anoshel （877年-884年）
- 54 約翰二世.巴·納爾賽 （884年-892年）
- 55 約翰三世 （893年-899年）
- 56 約翰四世.巴·Abgare （900年-905年）
- 57 亞伯拉罕三世 （905年-937年）
- 58 以馬內利一世 （937年-960）
- 59 以色列.Karkhaya （961年-962年）
- 60 Abdisho一世 （963年-986年）
- 61 巴·Tobia （987年-1000年）
- 62 約翰五世 （1000年-1012年）
- 63 約翰六世.巴·Nazuk （1012年-1020年）
- 64 Ishoʿyahb IV 巴·以西結 （1020年-1025年）
  - 出缺 （1025年-1028年）
- 65 以利亞一世 （1028年-1049年）
- 66 約翰七世.巴·Targala （1049年-1057年）
- 67 Sabrisho三世 （1057年-1071年）
- 68 Abdisho二世·巴·Ars Autraya （1071年-1091年）
- 69 Makkikha一世·巴·所羅門 （1092年-1110年）
- 70 以利亞二世.巴·Maqli （1110年-1132年）
- 71 巴·掃馬一世 （1133年-1136年）
  - 出缺 （1136年-1139年）
- 72 Abdisho三世·巴·Moqli （1139年-1148年）
- 73 Ishoʿyahb V （1148年-1176年）
- 74 埃利三世 （1176年-1190年）
- 75 約伯耶和華二世·巴·Qaiyuma （1190年-1222年）
- 76 Sabrisho四世·巴·Qaioma （1222年-1226年）
- 77 Sabrisho五世·巴·Almassihi （1226年-1256年）
- 78 Makkikha二世 （1257年-1265年）
- 79 登哈一世 （1265年-1282年）

（隨著雅巴拉哈三世，宗主教搬遷到大不里士。）
- 80 雅巴拉哈三世.巴.突厥 （1283年-1317年）
- 81 提摩太二世 （1318年-1332年）
- 82 登哈二世 （1332年-1364年）

（隨著西門二世，宗主教搬遷到摩蘇爾.）
- 83 西門二世 （1365年-1392年）
  - 出缺 （1392年-1403年）
- 84 西門三世 （1403年-1407年）
  - 出缺 （1407年-1437年）
- 85 西門四世 （1437年）
- 86 西門四世 （1437年-1497年）
- 87 西門五世 （1497年-1501年）
  - 出缺 （1501年-1503年）
- 88 西門六世 （1503年-1538年）

（隨著西門七世，宗主教搬遷到亞勒辜須。）
- 89 西門七世 （1538年-1551年）

1552年，一位對立的天主教的宗主教被推選，參見加色丁天主教會巴比倫宗主教。
- 90 西門八世 （1552年-1558年）
- 91 西門九世 （1558年）
- 92 以利亞六世 （1558年-1576年）
- 93 以利亞七世 （1576年-1591年）
- 94 以利亞八世 （1591年-1617年）

1610年，以利亞八世和天主教會進入共融。這樣的舉動產生一個形勢，同一個座堂裡有兩位是由羅馬教廷認可的對立宗主教。不論如何他在1617年去世，而他的繼任者立即斷絕合一的關係。
- 95 以利亞九世 （1617年-1660年）

從宗主教以利亞十世到以利亞十三世，試圖要消除分裂並且和羅馬天主教會進入共融。
- 96 以利亞十世·約翰·Marogin （1660年-1700年）
- 97 以利亞十一世·Marogin （1700年-1722年）
- 98 以利亞十二世·登哈 （1722年-1778年）
- 99 以利亞十三世·耶穌約伯 （1778年-1804年）

1804年，亞勒辜須的亞述教會，在重要人物約翰八世·Hormez領導之下（1830年 - 1838年的宗主教）決定接受加色丁天主教會的權威。
1681年，西門十三世·丁克哈（總部位在康薔尼斯）對羅馬方面以及一位對立者中止共融（full communion），對立者是由梵蒂岡指派的加色丁宗主教。
- 97 西門十三世·丁克哈 （1662年） 1681年-1700年

（隨著西門十三世·丁克哈，宗主教遷往摩蘇爾。）
- 98 西門十四世·所羅門 （1700年-1740年）
- 99 西門十五世·彌額爾·穆克特斯（1740年-1780年）
- 100 西門十六世·約翰 （1780年-1820年）
- 101 西門十七世·亞伯拉罕 （1820年-1860年）
- 102 西門十八世·魯伯爾 （1860年-1903年）
- 103 西門二十一世·便雅憫 （1903年-1918年）
- 104 西門二十二世·保羅 （1918年-1920年）
  - 臨時代理主教
    - 約瑟·康翰那尼修 （助理主教） （1918年-1920年）
    - 亞比米勒·提摩太 （助理主教） （1920年）

（因伊拉克政局不穩，宗主教在1933年流亡至賽普勒斯，1940年再流亡至美國。）
- 105 西滿二十三世·以賽亞（英语：Shimun XXIII Eshai） （1920年-1975年）（被刺殺）

1964年，教會發生分裂，起因於1968年推選一位巴格達的對立宗主教。
- 106 丁哈四世（1976年10月17日 - 2015年3月26日）

（隨著吉瓦基斯三世，宗主教搬遷到埃爾比勒）
- 107 吉瓦基斯三世（英语：Gewargis III）（2015年3月26日 - 2021年9月6日）
- 108 阿瓦三世（英语：Awa III） （2021年9月8日 - 现任）